# Kuskowo

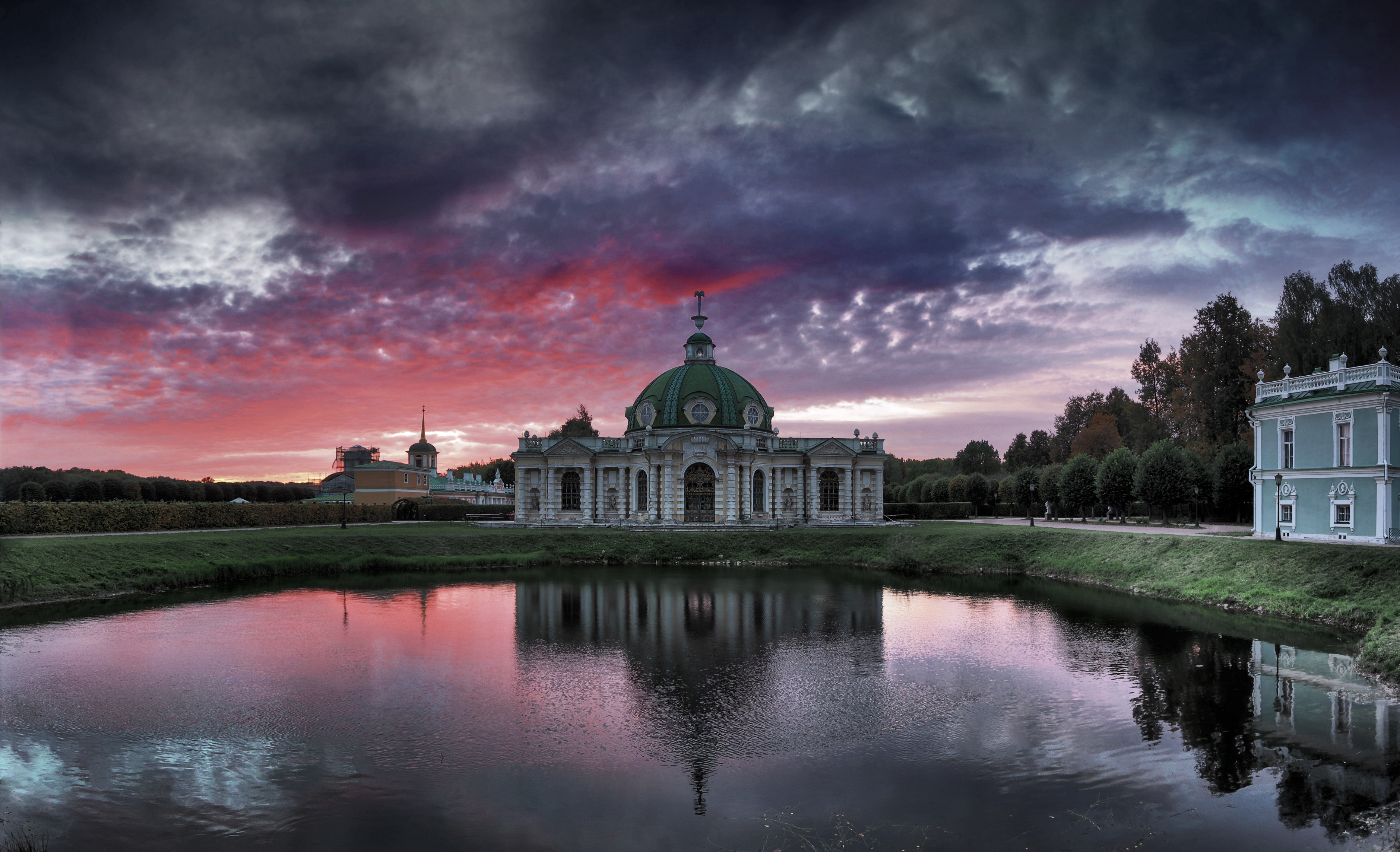
Luftbild von Kuskowo

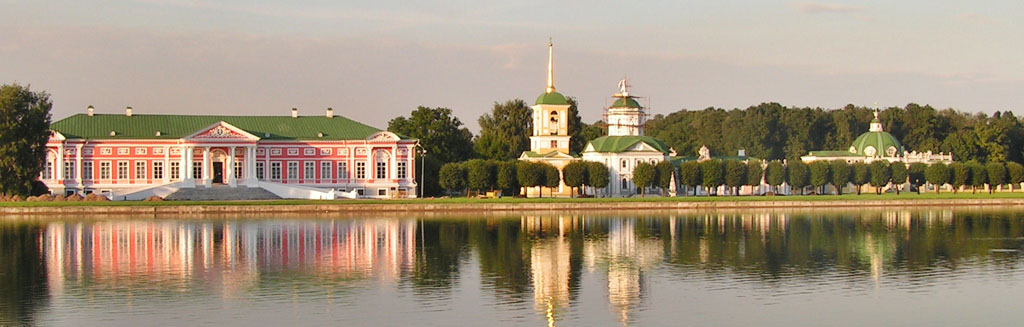
Blick über den Teich auf das Ensemble

Kuskowo (russisch Куско́во) ist ein bekanntes Architektur-Ensemble in der russischen Hauptstadt Moskau. Die heute denkmalgeschützte Anlage besteht aus einem klassizistischen Palast aus dem 18. Jahrhundert, einem Teich und einem Schlosspark mit einer Reihe markanter Bauwerke. Das Ensemble befindet sich im Östlichen Bezirk der Stadt.
Die Ortschaft namens Kuskowo wurde erstmals in einer Urkunde aus dem späten 16. Jahrhundert erwähnt, aus der auch hervorgeht, dass sie bereits damals Eigentum der hochadligen Familie der Scheremetjews war. Es handelte sich damals um ein Landgut mit Bauernhöfen, einem Herrenhaus und einer Holzkirche. Das Schloss mit den Parkanlagen entstand in den 1770er-Jahren nach einem Entwurf des Moskauer Architekten Karl Blank und diente den Scheremetjews vor allem für feierliche Empfänge und andere Freizeitaktivitäten. Für diese Zwecke erhielt der Schlosspark auch zahlreiche Pavillons, eine Orangerie, ein Jagdhäuschen und ein Tiergehege. Am Teich wurde eine kleine Ruderbootflotte unterhalten. Die Größe der Parkanlage beträgt rund 230 Hektar.
Das Landgut gehörte den Scheremetjews bis 1917. Nach der Oktoberrevolution wurde es verstaatlicht und erhielt 1919 den Status eines Freilichtmuseums. 1938 wurde auch das staatliche Keramik-Kunstmuseum in das Kuskowoer Museumskomplex eingegliedert.
An das Schlossparkensemble grenzt auch ein 310 Hektar großer Stadtwald an, der 1935 angelegt wurde. Es handelt sich dabei im Wesentlichen um einen Laubwald mit einem größeren Bestand an Birken, Linden und Eichen.